# Alberto Marchetti (1920)
Alberto Marchetti (Arzignano, 18 novembre 1920 – Asiago, 13 aprile 2015) è stato un calciatore italiano che ha giocato nel ruolo di attaccante.

## Carriera
Ha iniziato a giocare nel 1938 al L.R. Vicenza in Serie C diventando subito titolare e mettendosi in luce. Al suo secondo anno in biancorosso ha segnato ben 23 reti in sole 22 partite, dando un grosso contributo alla promozione in Serie B.
Nel primo campionato cadetto ha mantenuto il ruolo di titolare segnando 15 reti, mentre nel secondo si è avvicendato con altri giocatori, conquistando alla fine la promozione in Serie A.
Nel 1942-43 è stato il capocannoniere della squadra con ben 12 reti in sole 19 partite in massima serie, segnando addirittura una tripletta nella storica partita del 25 aprile 1943 a Torino sul campo della Juventus, finita 2-6 per i biancorossi che conquistarono così un'insperata salvezza all'ultima giornata.
Dopo il campionato di guerra del 1944 e quello di assestamento del 1945-46, nel 1946 è acquistato per 2 milioni dalla Fiorentina: in viola rimase per tre stagioni in Serie A, ben figurando.
Nel 1949 tornò al Vicenza che nel frattempo era stato retrocesso in B e fu titolare nell'attacco biancorosso per tre stagioni. Lasciò infine il calcio nel 1954, dopo due anni trascorsi in Serie B nelle file del Marzotto.
Con la maglia biancorossa ha disputato 251 partite di campionato e segnato 109 gol: è il settimo in assoluto di tutti i tempi per presenze e il secondo fra i bomber dietro Pietro Spinato e prima di Bruno Quaresima.
Complessivamente ha totalizzato 99 presenze e 32 reti in Serie A e 182 presenze e 49 reti in Serie B.

## Palmarès

### Giocatore

#### Competizioni nazionali
- Serie C: 1

Vicenza: 1939-1940

#### Individuale
- Capocannoniere della Coppa Italia: 1

1938-1939 (11 gol)